# Società Sportiva Ercolanese 1984-1985
Questa pagina raccoglie le informazioni riguardanti la Società Sportiva Ercolanese nelle competizioni ufficiali della stagione 1984-1985.

## Rosa
| N. |                   | Ruolo | Calciatore         |
| -- | ----------------- | ----- | ------------------ |
|    | Italia (bandiera) | D     | Roberto Molfetta   |
|    | Italia (bandiera) | C     | Gabriele Brasile   |
|    | Italia (bandiera) | D     | Carmine Capano     |
|    | Italia (bandiera) | A     | Andrea Conte       |
|    | Italia (bandiera) | C     | Ciro Costa         |
|    | Italia (bandiera) | A     | Antonio D'Angelo   |
|    | Italia (bandiera) | P     | Genesio Del Prete  |
|    | Italia (bandiera) | D     | Domenico Di Corato |
|    | Italia (bandiera) | D     | Giuseppe Di Sarno  |
|    | Italia (bandiera) | P     | Antonio Efficie    |

| N. |                   | Ruolo | Calciatore               |
| -- | ----------------- | ----- | ------------------------ |
|    | Italia (bandiera) | D     | Francesco Esposito       |
|    | Italia (bandiera) | C     | Giovanni Scognamiglio    |
|    | Italia (bandiera) |       | Franchini                |
|    | Italia (bandiera) | D     | Bruno Guadagno           |
|    | Italia (bandiera) | D     | Luciano Mallima          |
|    | Italia (bandiera) | P     | Vincenzo Mazza           |
|    | Italia (bandiera) | A     | Antonio Napoletano       |
|    | Italia (bandiera) | D     | Orlando Pastina          |
|    | Italia (bandiera) | D     | Giovan Giuseppe Patalano |
|    | Italia (bandiera) | D     | Vincenzo Rossi           |